# 解放赫爾松
光復赫爾松（烏克蘭語：Визволення Херсона）是指俄羅斯軍隊於2022年11月9日至11日從赫爾松和第聶伯河西岸其他地區撤出後，烏克蘭武裝部隊收復上述領土的事件。這些領土位於赫爾松州和尼古拉耶夫州的部分地區，由於烏軍在2022年烏克蘭南部反攻中對當地俄軍一連串攻勢的影響下，促使俄軍撤離上述地區並由烏軍順勢收復。

## 背景
赫爾松在俄罗斯全面攻打乌克兰的初期就遭到俄軍的占领，这是唯一的一座被俄军长期占领的州府城市。2022年9月，俄羅斯宣佈吞併頓涅茨克州、赫爾松州、盧甘斯克州和扎波羅熱州，此舉受到國際社會廣泛譴責 。
占领赫尔松的俄军有两条后勤补给线，一条是和俄罗斯领土接壤的乌克兰东部，另一条是通过克里米亚大桥和俄罗斯领土连接的克里米亚半岛。2022年9月份，乌军在东北部对俄军发动大反攻，成功收復了大約2,500平方公里的領土，使赫尔松俄军的后勤补给受到严重影响。一个月后，针对克里米亚大桥的袭击重創了另一条俄軍重要的后勤補給线。这次爆炸导致公路桥和铁路桥部分损毁，虽几天后大桥被迅速修复，但不能承载重物。
2022年11月9日，俄羅斯大將謝爾蓋·蘇羅維金宣佈從赫爾松和第聶伯河西岸撤軍。他聲稱做出這一決定的原因是赫爾松和附近的定居點無法得到適當的供應，並且平民面臨烏克蘭砲擊的危險。

## 撤退與解放

### 烏軍推進
2022年11月10日，網路上流傳一段影片，顯示烏克蘭國旗在斯尼胡里夫卡飄揚。烏軍還重新控制了赫爾松西北15公里的基塞利夫卡。同一天，烏克蘭武裝部隊總司令瓦列里·扎盧日內表示，自10月1日以來，烏克蘭軍隊已經奪回了赫爾松附近41個定居點。
烏克蘭官員估計，到11月10日晚，有一半的俄羅斯士兵已經撤離第聶伯河。11月11日清晨，有人看到俄羅斯步兵穿過浮橋前往東岸。烏克蘭的裝甲部隊和縱隊逼近赫爾松地區，當他們經過幾個城鎮、村莊和郊區時，在那裡他們受到歡呼和揮舞旗幟的平民簞食壺漿以迎。

### 俄軍撤出
隨著俄軍撤退越過第聶伯河，烏軍進一步深入赫爾松州及周邊地區。俄羅斯聯邦國防部於莫斯科時間11月11日凌晨5點（世界標準時間凌晨2點）聲稱，所有士兵（約30,000人）和所有軍事裝備已成功撤離，順利過河。雖然這次俄撤軍較為組織，但一些分析家和專家認為，如果是真的在三天內完美地進行如此龐大而復雜的撤退，在後勤上是不可能的。烏克蘭國防部長阿列克謝·列茲尼科夫告訴《路透社》：「在一兩天內從赫爾松撤出這些軍隊並非易事。至少（需要）一週才能將它們（军事装备）全部搬走。」列茲尼科夫估計當地俄軍達到40,000人。
在俄羅斯社交媒體上所展示的內容，許多士兵在試圖逃跑時似乎感到恐慌，親克里姆林宮的博主也表示恐慌，暗示士氣和後勤崩潰。來自記者、烏克蘭平民和俄羅斯當局以及個別俄羅斯士兵的許多報導表明，撤軍相當混亂，許多俄羅斯軍人和物資留在了西岸。《德國之聲》報導稱，防空防禦系統等主要裝備似乎已成功轉移到對岸，但這將使駐紮在北部的俄軍容易受到烏克蘭大砲和無人機的攻擊。據報導指，成群結隊的俄羅斯士兵（其中一些受傷）被俘，或自願向推進的烏軍投降。烏克蘭官員塞爾希·赫蘭（Сергій Хлань）表示，部分俄軍士兵未能離開赫爾松，而是換上了便裝。一名身份不明的俄羅斯士兵證實，他的部隊收到最後一條命令是「換上便服，隨心所欲地滾蛋」。據報導指，一些俄羅斯士兵在試圖游過第聶伯河時溺水身亡。烏克蘭情報部門在社交媒體上發布了一份俄語聲明，呼籲剩餘的俄羅斯士兵投降。社交媒體上的影片顯示，烏克蘭軍隊只繳獲了幾輛俄羅斯坦克、裝甲車和彈藥箱，雖然這與俄羅斯國防部的聲明相矛盾，即「沒有一件軍事裝備或武器被遺留在右（西）岸」。

### 烏軍進入赫爾松
烏軍於11月11日進入該市。當天晚些時候，烏軍解放了赫爾松和赫爾松州西岸其餘地區。由此擔心俄軍可能施空城計，因此烏軍謹慎地推進。與其他烏克蘭解放區一樣，抵達的烏軍發現了地雷和詭雷，這對士兵和平民都構成了危險。同日，烏克蘭軍方正在努力清理它們，但有幾人被此類裝置所傷，至少一人死亡。當烏軍進入城市時，似乎沒有任何形式的伏擊準備，一些觀察員將無序撤退描述為「潰敗」。
當烏軍抵達時，大批市民聚集在一起歡迎他們，慶祝解放。赫尔松市政府大楼前的俄罗斯国旗被民众降下并升起乌克兰国旗和欧洲旗。在自由廣場，市民高呼「榮耀歸於ZSU（烏克蘭武裝部隊）」，擁抱士兵，唱歌並揮舞烏克蘭國旗。烏軍的一名女兵被兩名男子扛在肩上，然後拋向空中以示感謝。汽車上街按喇叭，居民撕毀親俄宣傳海報。同樣在赫爾松市西部邊緣的一個小鎮比洛澤爾卡，居民們撕毀了一個年輕女孩拿著俄羅斯國旗的宣傳廣告牌，上面寫著：「俄羅斯永遠在這裏」。夜晚，赫爾松市民在黑暗中圍著篝火跳舞，唱著《草地上的紅莢蒾》，這是一首被俄羅斯佔領當局禁止了九個月的烏克蘭愛國歌曲。解放後，烏克蘭總統弗拉基米爾·澤連斯基稱其為「歷史性的一天」。

## 後續
經過俄軍撤軍後，烏軍收復赫爾松州約40%的控制權。失去赫爾松等要地被廣泛認為是對弗拉基米爾·普京的重大打擊，普京在2022年9月30日表示，赫爾松將「永遠屬於俄羅斯」。11月12日，俄佔赫爾松當局宣布亞速海港口城市海尼切斯克為「赫爾松州臨時行政首府」。
馬薩爾科技的衛星圖像顯示，俄軍在從赫爾松撤軍期間，基礎設施遭到重大破壞，包括在24小時內摧毀了至少七座橋樑，其中四座橫跨第聶伯河。安東諾夫斯基大橋雙跨度被摧毀；據親俄報紙《共青團真理報》的一名記者在現場稱，「它們很可能是在俄軍從右岸向左撤退的過程中被炸毀的」。在第聶伯河上游，卡霍夫卡水电站大壩也遭到破壞。
在撤退期間，俄羅斯士兵從赫爾松的聖加大肋納主教座堂偷走了被認為是現代赫爾松市創始人格里戈里·波將金的骨頭。
到烏克蘭重新建立控制權時，赫爾松市的大部分電力、互聯網和供水網絡已經崩潰。澤連斯基總統在11月12日表示：「在逃離赫爾松之前，佔領者摧毀了所有關鍵基礎設施：通訊、水、熱、電。」最初，該市的大多數居民都處於興奮狀態，公開慶祝佔領者的撤離，並歡迎烏克蘭軍隊作為解放者，而其他人則擔心未來。一位赫爾松居民說：「我是想慶祝一下，但有件事告訴我這還沒有結束。俄羅斯人不會在發生所有事情之後這麼輕易放棄。我害怕冬天，擔心這座城市會成為戰場。我們將在火線上。」尼古拉耶夫州州長維塔利·金警告說，在被解放的領土和定居點仍然存在「大量地雷」。呼籲人們不要無緣無故去那裏，會有傷亡。赫爾松州軍事主席雅羅斯拉夫·亞努謝維奇表示，已努力使該市恢復「正常生活」，警方敦促國內流離失所者「在穩定措施完成之前不要急於返回家園」。軍事分析家表示，俄羅斯大砲有從第聶伯河東部轟炸赫爾松的危險。
11月14日，澤連斯基总统訪問赫爾松，並與數百名居民交談，他說：「我們正在一步一步地走國家每一處……我很高興我們在赫爾松。」《荷蘭廣播基金會》將當地的情況描述為「一種不言而喻的停火。交戰雙方都採取了某種休息，並且沒有廣泛地互相射擊。」

## 反應
- 俄羅斯重申，赫爾松州是俄羅斯的聯邦主體[5][28]。
- 美國總統喬·拜登表示，撤軍的決定表明俄羅斯軍隊存在「真正的問題」[29]。
- 北約秘書長延斯·斯托爾滕貝格重申了對烏克蘭的支持，如果俄羅斯退出，這將是「烏克蘭的又一次勝利」[30]。
- 土耳其總統雷傑普·塔伊普·埃爾多安表示，俄羅斯從赫爾松撤軍是「積極而重要的」，他將繼續與俄羅斯進行外交[31]。

## 另見
- 俄佔尼古拉耶夫
- 俄佔赫爾松
- 2022年烏克蘭南部反攻
- 烏南戰役
- 赫爾松戰役
- 2022年俄羅斯吞併烏克蘭四州
- 俄羅斯聯邦併吞克里米亞